# Roland Wiesendanger

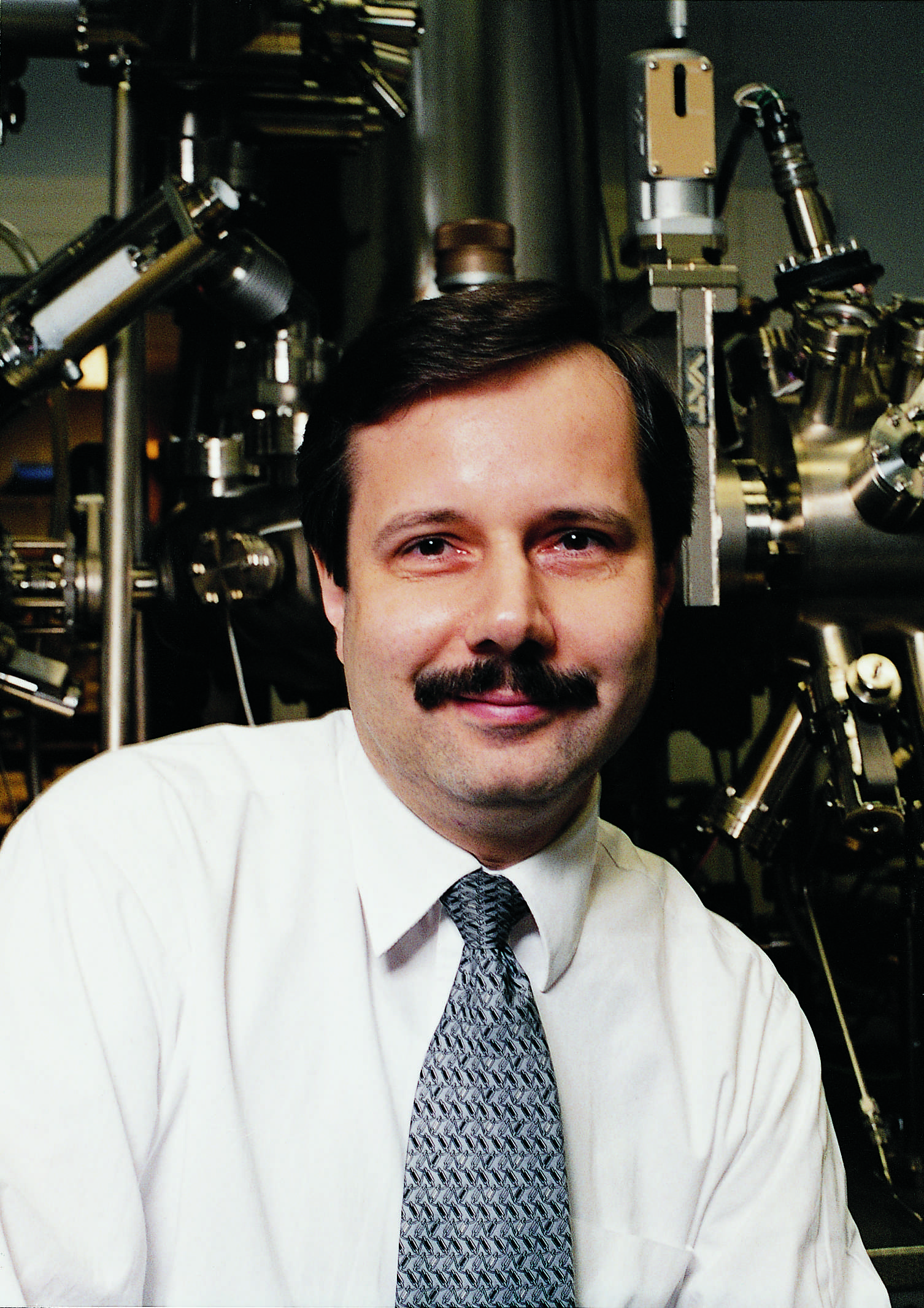
Roland Wiesendanger (2003)

Roland Wiesendanger (* 5. Oktober 1961 in Basel) ist ein deutscher Physiker, der besonders auf dem Gebiet der Rastertunnelmikroskopie (STM) arbeitet. Seit 1992 ist er Professor für Experimentelle Festkörperphysik an der Universität Hamburg.

## Leben
Roland Wiesendanger ist Sohn von Kurt und Elfriede Wiesendanger. Er wuchs in Lörrach auf und besuchte von 1972 bis 1981 das Hans-Thoma-Gymnasium, wo er unter anderem von Bernd Kretschmer unterrichtet wurde. 1981 begann er an der Universität Basel das Studium der Physik, Mathematik und Astronomie. Bereits 1984 beschäftigte er sich mit der Rastertunnelmikroskopie. Im Jahr 1986 legte er mit bestmöglicher Gesamtnote sein Diplom ab und promovierte ein Jahr später in Experimenteller Physik „summa cum laude“ zum Thema Rastertunnelmikroskopie an nichtkristallinen Festkörpern. Bis zu seiner Habilitation (1990) realisierte er mit dem Aufbau der Oberflächenanalyseanlage NANOLAB-I eine Anlage, welche die Oberflächen von Materialien auf atomarer Skala in vielfältiger Weise (Struktur, elektronische und magnetische Eigenschaften) erforschen konnte.
1992 wurde er zum Ordentlichen Professor (C4) für Experimentelle Festkörperphysik an der Universität Hamburg im Zusammenhang mit der Gründung des Hamburger Zentrums für Mikrostrukturforschung berufen. Seither arbeitet Wiesendanger an verschiedenen Forschungsthemen und Projekten auf dem Gebiet der Nanowissenschaft und Nanotechnologie.
Als Universitätsprofessor in Hamburg hat er seit 1993 u. a. das Hamburger Zentrum für Mikrostrukturforschung, ein Nanotechnologie-Kompetenzzentrum sowie das Interdisziplinäre Nanowissenschafts-Centrum Hamburg aufgebaut und war von 2006 bis 2017 Sprecher des DFG-Sonderforschungbereichs 668 Magnetismus vom Einzelatom zur Nanostruktur.
Seit 2000 ist er Mitglied der Nationalen Akademie der Wissenschaften Leopoldina, seit 2005 Mitglied der Akademie der Wissenschaften in Hamburg und seit 2008 Mitglied der Deutschen Akademie der Technikwissenschaften (acatech). Im Jahr 2012 erhielt er eine Ehrenprofessur des Harbin Institute of Technology in China und 2015 die Ehrendoktorwürde der Technischen Universität Posen.
Wiesendanger hat zahlreiche internationale Tagungen organisiert wie beispielsweise die Scanning Tunneling Microscopy (STM’97) Konferenz in Hamburg (1997) oder das 1. Hamburger Otto Stern Symposium (2013). Umgekehrt war er selbst eingeladener Sprecher von bereits weit über 500 Vorträgen weltweit. Er ist Autor bzw. Koautor von über 600 wissenschaftlichen Originalveröffentlichungen sowie von zahlreichen Büchern und Buchartikeln.

## Veröffentlichung zum Ursprung des Coronavirus
Im Februar 2021 veröffentlichte Wiesendanger auf Researchgate ein Dokument mit dem Titel Studie zum Ursprung der Coronavirus-Pandemie, in dem er argumentiert, dass „Indizien eindeutig für einen Laborunfall am Institut für Virologie Wuhan als Ursache der gegenwärtigen Pandemie sprechen“. Das Dekanat der MIN-Fakultät der Universität Hamburg distanzierte sich und stellte in einer offiziellen Stellungnahme klar, dass es sich nicht um eine wissenschaftliche Studie samt Peer-Review handle. Das Papier sei „eher als nichtwissenschaftlicher Aufsatz oder Meinungsäußerung zu bezeichnen“. Wiesendanger selbst erklärt, seine Studie sei „nicht im Sinne einer wissenschaftlichen Publikation“ zu sehen, sondern solle „der Information einer breiten Öffentlichkeit in Deutschland dienen“. Am 2. März 2021 verteidigte der Präsident der Universität Hamburg, Dieter Lenzen, Wiesendanger in einer ausführlichen Videobotschaft: Es sei „besser, eine unsichere Hypothese zur Diskussion zu bringen, als eine am Ende richtige verschwiegen zu haben“. Auch der Allgemeiner Studierendenausschuss der Uni Hamburg kritisierte Wiesendangers Vorgehen und erklärte, dass sein aufmerksamkeitssuchendes Vorgehen niemanden weiterbringe. Die Frage des Ursprungs sei sicher von immenser Wichtigkeit, aber gerade daher seien möglichst exakte Ergebnisse die nach den höchsten Standards abgeleitet wurden, unerlässlich. Da Wiesendanger sich nicht daran hielt, sei sei Verhalten verantwortungslos und nicht im Geiste von Forschung und Bildung.
Wiesendanger wurde gerichtlich untersagt, weiterhin zu behaupten, dass Christian Drosten die Öffentlichkeit über den Laborursprung von COVID-19 gezielt täuschen würde. Die von Wiesendanger im Zuge dieser Berichterstattung verwendeten Begriffe „Desinformationskampagne“ und „Unwahrheiten“ und Drosten habe ein „allerhöchstes Interesse“ den Verdachtsmoment nicht in Richtung Laborursprung zu lenken, seien hingegen zulässige Wertungen im wissenschaftlichen Meinungskampf und eine wertungsgeprägte, zulässige Schlussfolgerung gewesen.
Im Zusammenhang mit der Hypothese des Laborursprungs forderte Wiesendanger zusammen mit anderen Wissenschaftlern in einer Deklaration im  Februar 2022 das Verbot der Gain-of-function-Forschung.

## Auszeichnungen und Mitgliedschaften (Auswahl)
Wiesendanger gilt als weltweit anerkannter Experte in der Nanowissenschaft und gewann als erster Wissenschaftler in Europa dreimal in Folge einen ERC Advanced Grant des Europäischen Forschungsrats. Ferner wurde er u. a. 2003 mit dem Philip Morris Forschungspreis für seine Forschungsarbeiten zur „Ultimativen magnetischen Mikroskopie“ und 2014 mit der ersten „Heinrich Rohrer Grand Medal“ ausgezeichnet. In der Laudatio für den Julius Springer Preis für Angewandte Physik (2016) wurden seine Pionierarbeiten über Spinpolarisierte Rastertunnelmikroskopie und Magnetische Austauschkraftmikroskopie (Magnetic Exchange Force Microscopy) hervorgehoben, die es ermöglichen, Magnetismus individueller Atome auf Oberflächen und die Spinstruktur von Festkörpern mit atomarer Ortsauflösung zu untersuchen.
Die Auszeichnungen im Einzelnen:
- 1992: Gaede-Preis
- 1992: Max Auwärter-Preis
- 1999: Karl Heinz Beckurts-Preis für wegweisende Arbeiten auf dem Gebiet der Rastertunnelmikroskopie
- 2000: Mitglied der Leopoldina[13]
- 2003: Philip Morris Forschungspreis
- 2005: Mitglied der Hamburger Akademie der Wissenschaften
- 2008: Mitglied der Deutschen Akademie der Technikwissenschaften (Acatech)
- 2008: ERC Advanced Grant
- 2010: Nanotechnology Recognition Award of the American Vacuum Society
- 2012: Fellow of the American Vacuum Society
- 2012: Honorary Professor der Harbin Institute of Technology, China
- 2013: Auswärtiges Mitglied der Polnischen Akademie der Wissenschaften
- 2013: ERC Advanced Grant
- 2014: Heinrich Rohrer Grand Medal
- 2015: Ehrendoktor der Technischen Universität Posen
- 2015: Hamburger Wissenschaftspreis
- 2015: International Fellow der Surface Science Society of Japan
- 2016: Mitglied der European Academy of Sciences
- 2016: Julius-Springer-Preis für angewandte Physik[12]
- 2018: ERC Advanced Grant
- 2019: Ehrenmedaille De scientia et humanitate optime meritis der Akademie der Wissenschaften der Tschechischen Republik[14]

## Publikationen (Auswahl)
- mit Hans-Joachim Güntherodt (Hrsg.): Scanning Tunneling Microscopy. Springer Netherlands, Dordrecht 1993, ISBN 94-011-1812-4.
- als Herausgeber: Scanning probe microscopy: analytical methods. Springer, Heidelberg 1998, ISBN 3-540-63815-6.
- mit Johann Bienlein: Einführung in die Struktur der Materie: Kerne, Teilchen, Moleküle, Festkörper. Wissenschaftliche Verlags-Gesellschaft, Stuttgart 2003, ISBN 3-519-03247-3.
- als Herausgeber: Atomic- and Nanoscale Magnetism. Springer Verlag, 2018, ISBN 978-3-319-99557-1.